# Happy Birthday (singel Edenu)
Happy Birthday – singel izraelskiej grupy muzycznej Eden wydany w 2000 roku. Utwór "Happy Birthday" w 1999 roku wywalczył 5. miejsce w izraelskim finale konkursu Eurowizji.

## Twórcy
- Eden, Gabriel Butler, Eddie Butler, Subliminal – wokal
- Eden, Andrzej Gąsiorowski – muzyka, produkcja